# バルバトス

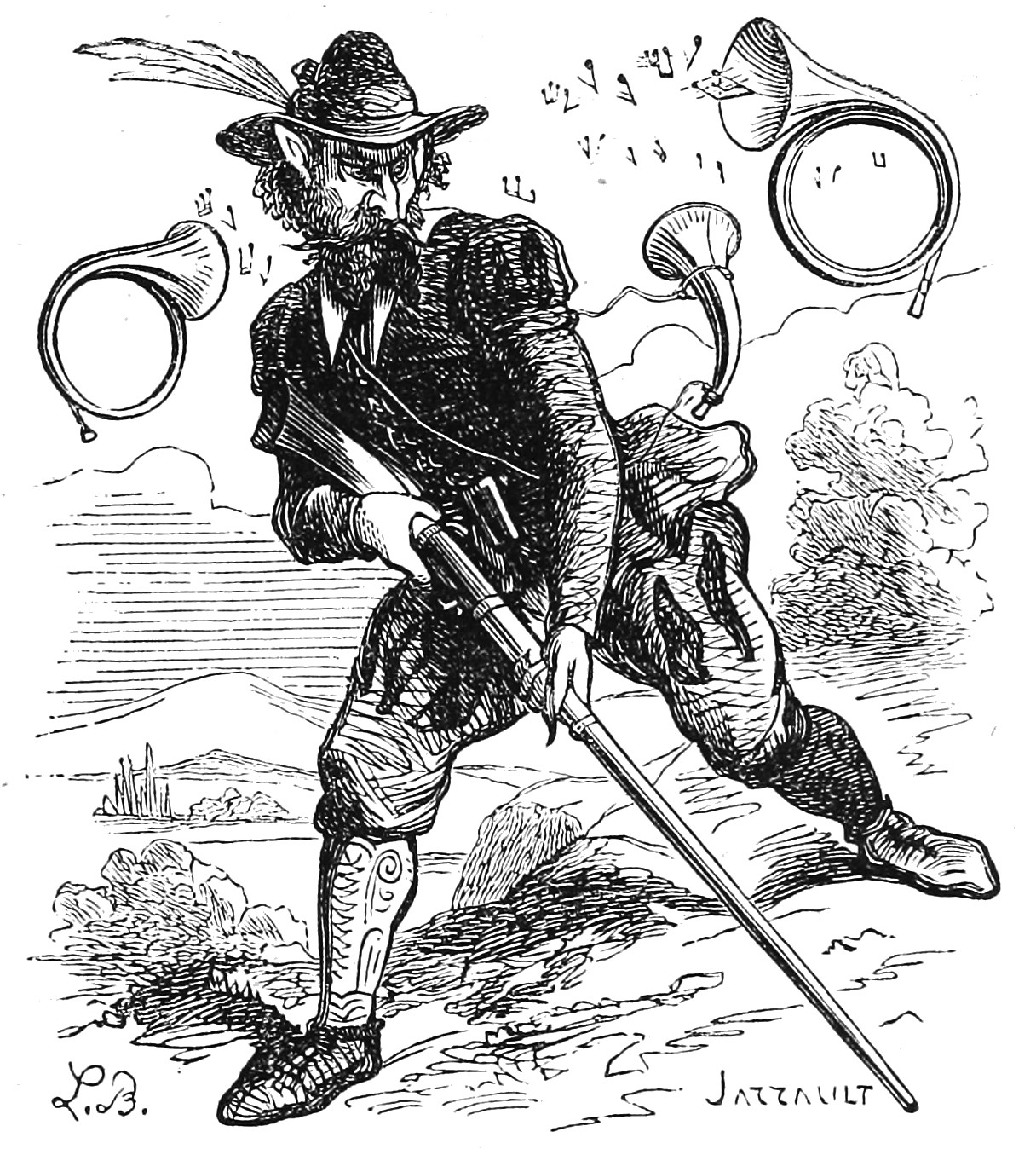
『地獄の辞典』に描かれたバルバトス

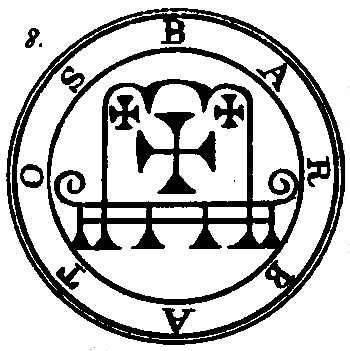
バルバトスのシジル

バルバトス (Barbatos) は、悪魔学における悪魔の1人。

## 概要
『ゴエティア』によれば、30の軍団を率いる序列8番の公爵。『悪魔の偽王国』によれば、伯爵にして公爵である。
『大奥義書』によれば、サタナキアの支配下にあるという。『ミュンヘン降霊術手引書』においては、バルバルス (Barbarus) という名前で紹介されており、36の軍団を率いる伯爵にして公爵であるという。
トランペットを持った4人の王を従え、狩人の姿で現れるとされる。コラン・ド・プランシーはバルバトスを「ロビン・フッドの変形」とみなしている。太陽が人馬宮にあるときに、4人の高貴な王と彼らが率いる軍隊を伴って現れるともいう。
もとは力天使とも主天使ともいわれる。魔術師の財宝の隠し場所を知っていたり、動物の言葉を理解できるなどの能力を有する。また、過去と未来をよく知り、友情を回復する力を持つともいう。